# Aberraciones sexuales de una mujer casada
Aberraciones sexuales de una mujer casada  es una película española del género "para adultos" del año 1981, dirigida por Jesús Franco, que aborda el dilema entre romanticismo y perversión sexual mediante la historia de una mujer casada y enamorada de su marido que es incapaz de serle fiel. La crítica fue negativa con esta película, alegando que se pierde en un esteticismo inútil y carece de interés, a pesar de lo prometedor del "leit motiv".